# Молина, Каетано
Каетано Антонио Молина-и-Лара (исп. Cayetano Antonio Molina y Lara, 11 февраля 1803 — 2 сентября 1873) — сальвадорский политик, временно занимавший пост главы государства.

## Биография
Родился в 1803 году в Сан-Висенте; его родителями были полковник Хосе Рафаэль де Молина-и-Каньяс, и Антония Инес де Лара-и-Ангилар. В 1818 году вместе со своим дядей, падре Мануэлем Антонио де Молина-и-Каньяс, он отправился в Гватемалу, где получил юридическое образование и в 1827 году защитил диссертацию в Университете Сан-Карлос.
После этого он вернулся в родной Сан-Висенте, и стал юристом. В 1828 году был избран в государственный совет Сальвадора.
Когда в 1829 году завершилась гражданская война в Центральной Америке, во главе Центральной Америки встал Франсиско Морасан. Возглавивший штат Сальвадор в 1832 году Хоакин де Сан-Мартин попытался отделиться и провозгласить независимость, но был разбит Морасаном. Поставленный Морасаном во главе Сальвадора Хосе Грегорио Саласар отправил Молину на 4 года в изгнание, запретив тому возвращаться в Центральную Америку под угрозой расстрела. Молина провёл это время в Белизе, который тогда уже был английской колонией.
Когда в 1842 году во главе уже независимого Сальвадора встал Хосе Эсколастико Марин, то он назначил Молину министром финансов в своём правительстве. Молина продолжил занимать этот пост и при сменившем Марина Хуане Хосе Гусмане, однако затем в условиях нарастающего противостояния между Гусманом и генералом Франсиско Малеспином предпочёл оставить этот пост.
В 1843 году Каетано Молина был избран президентом сальвадорского Сената. 10 декабря, когда Гусман находился в Сан-Мигеле, Малеспин объявил его низложенным, и в течение десяти дней, пока вице-президент Педро Хосе Арсе также отсутствовал в столице, Молина исполнял обязанности главы государства. 29 декабря Арсе вновь передал президентские обязанности Молине, и опять вступил в должность президента 1 января 1844 года. Были объявлены президентские выборы, на которых президентом страны был избран Малеспин.
Молина протестовал против избрания Малеспина президентом, и поэтому, когда 15 февраля 1845 года вице-президент Хоакин Эуфрасио Гусман объявил Малеспина смещённым — поддержал Гусмана в качестве нового главы государства. Впоследствии Молина стоял во главе департамента Сан-Висенте, пока в 1848 году не вышел в отставку и не стал жить как частное лицо. Тем не менее, когда в 1852 году президентом страны был избран его друг Франсиско Дуэньяс Диас, Молина вновь стал губернатором департамента Сан-Висенте, и оставался на этом посту до 1854 года, после чего окончательно ушёл в частную жизнь. Во время правления Херардо Барриоса был вынужден эмигрировать, и вернулся в страну после его свержения. Президент Дуэньяс предложил ему пост министра финансов, но Молина не желал больше заниматься политикой, и отказался.